# 机场站 (光州广域市)
機場站（：／ Gonghang yeok */?）是光州地鐵1號線沿線的一座地下車站，位於韓國光州廣域市光山区新村洞。站體設於光州機場入口處旁，作為機場聯外軌道運輸車站。

## 車站結構
站體為2面2線側式月台的地下車站，候車月台設有月台幕門，並有6處出口。

### 月台配置
| 金大中會展中心 ↑ |
| \| 上            |
| ↓ 松汀公園       |

| 月台 | 路線               | 目的地                       |
| ---- | ------------------ | ---------------------------- |
| 上行 | ●光州都市铁道1号线 | 尚武、南光州、所台、鹿洞方向 |
| 下行 | ●光州都市铁道1号线 | 光州松汀、平洞方向           |

## 歷史
- 2008年4月11日：落成啟用。

## 車站周邊
- 光州机场
- 極樂橋
- 榮山江
- IYF光州文化體育中心
- 松亭東初等學校
- 光州自動化設備工業高校

## 圖片

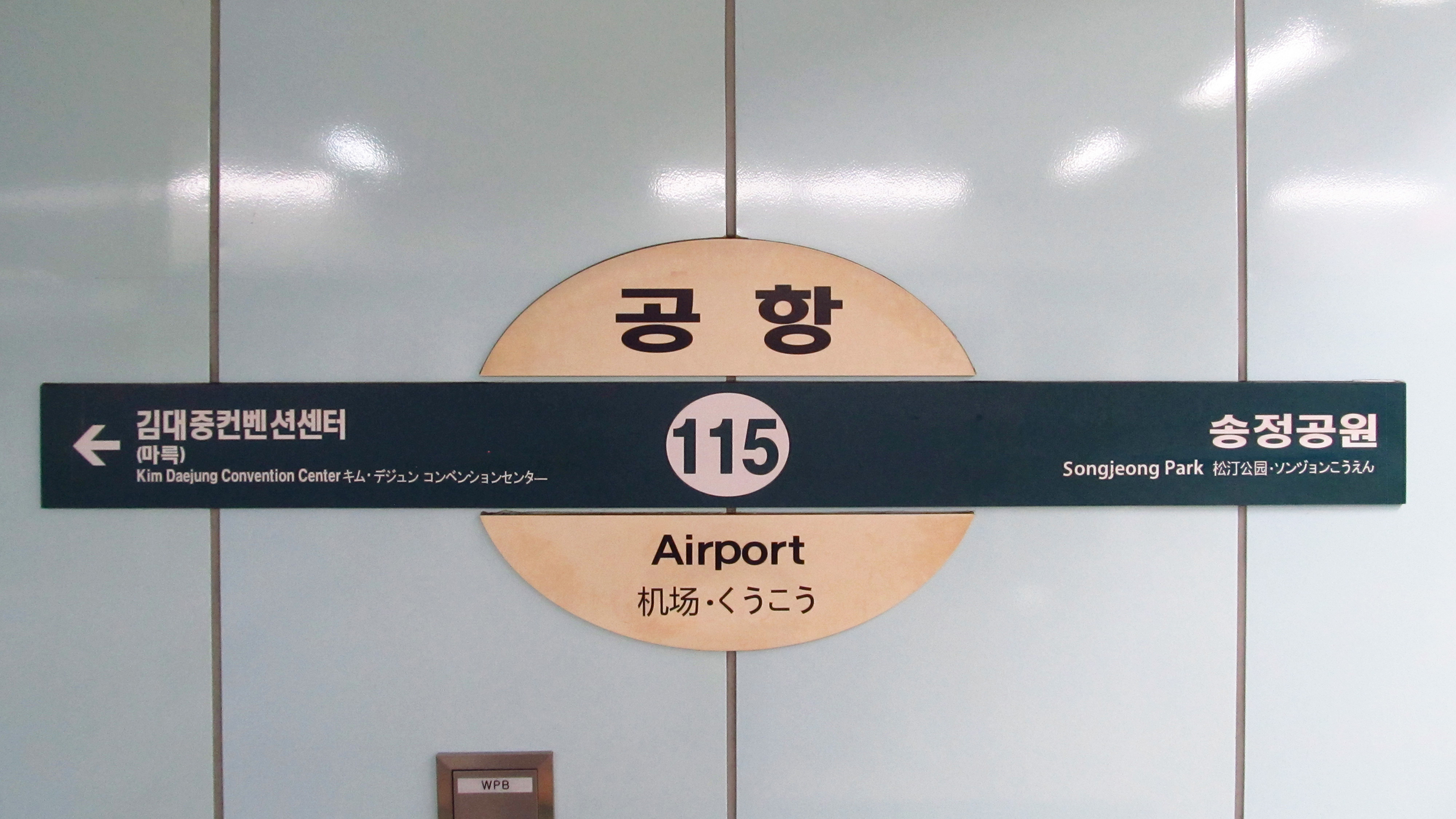
站名牌
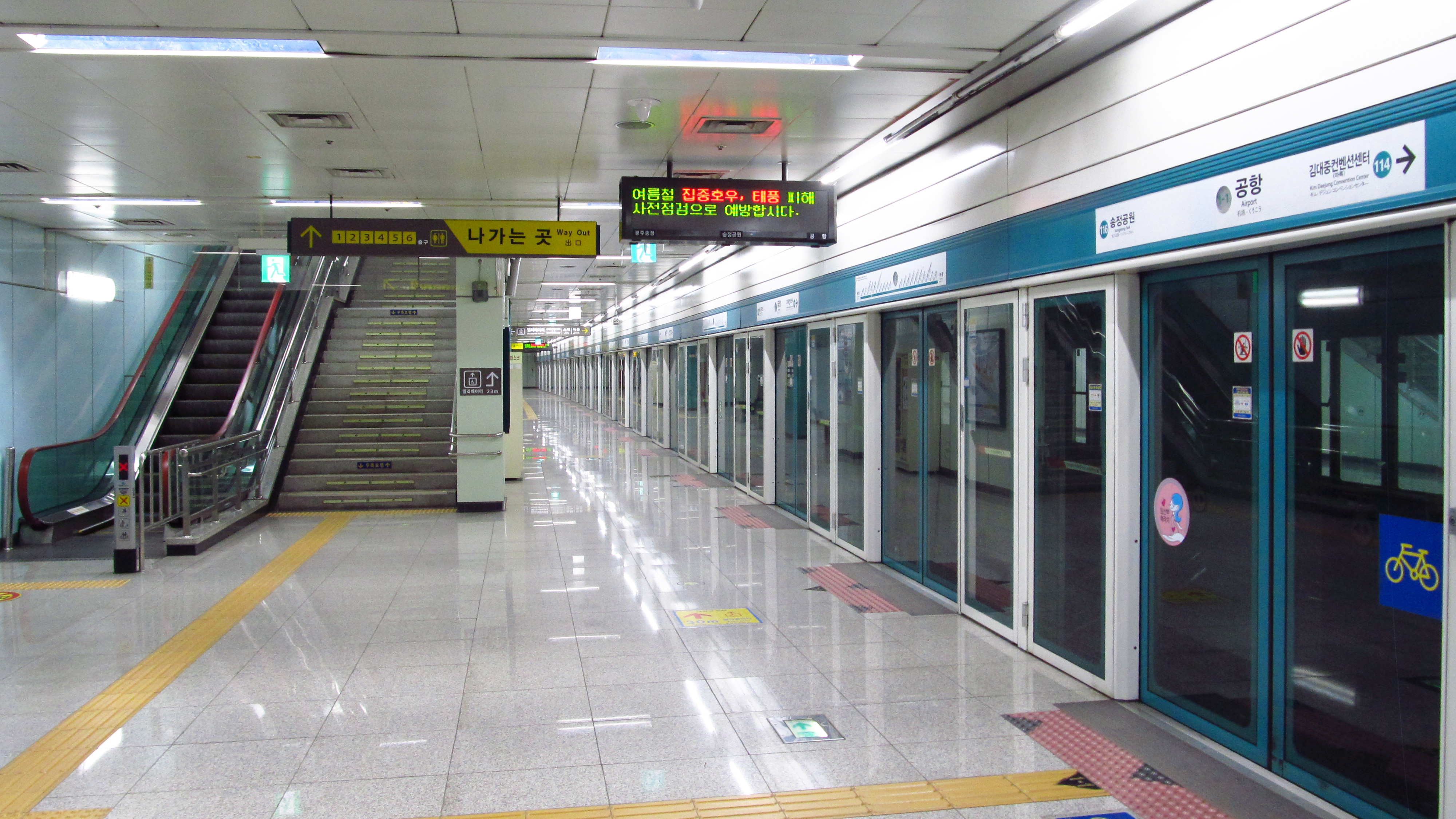
候車月台
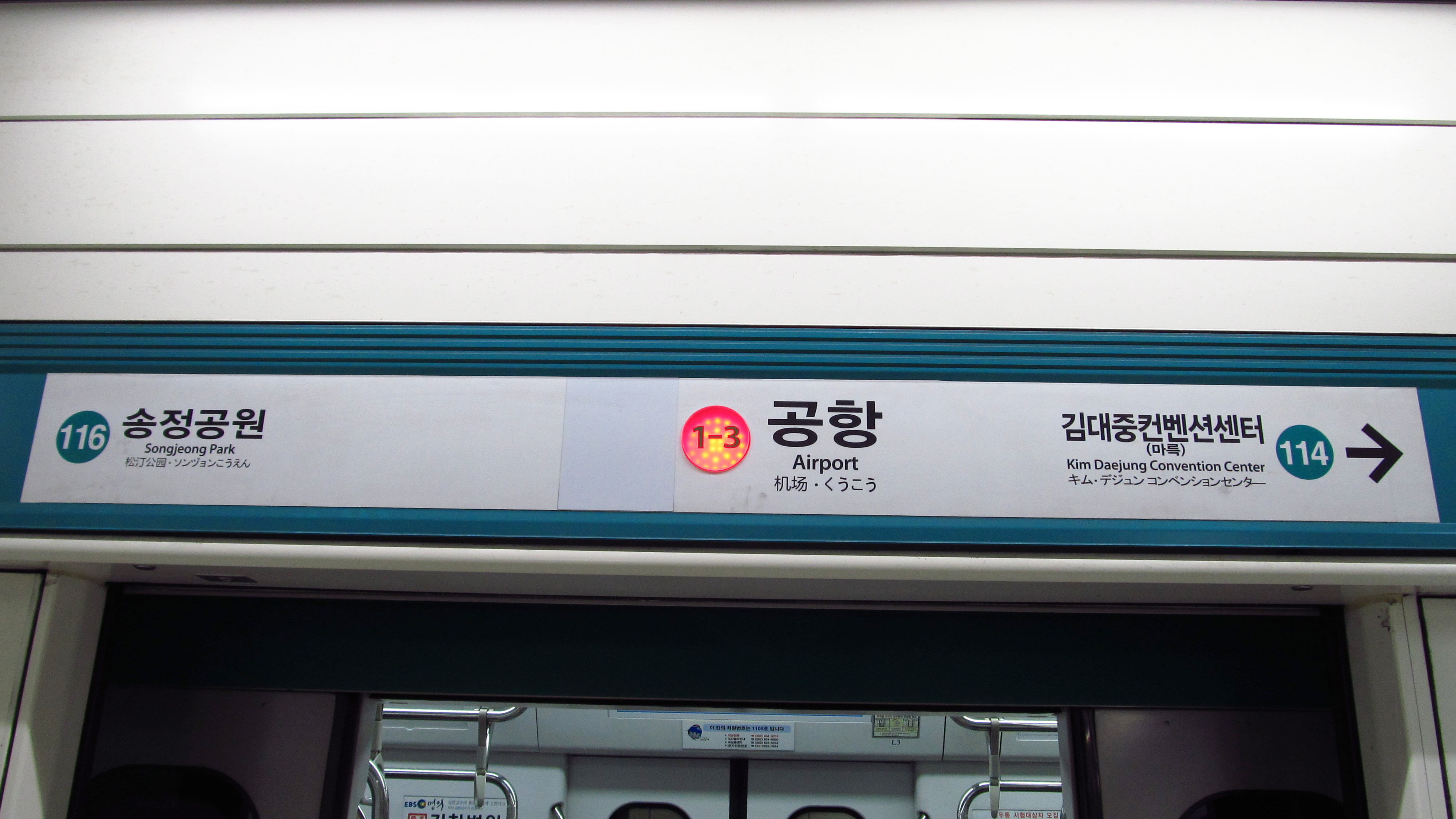
月台門資訊板
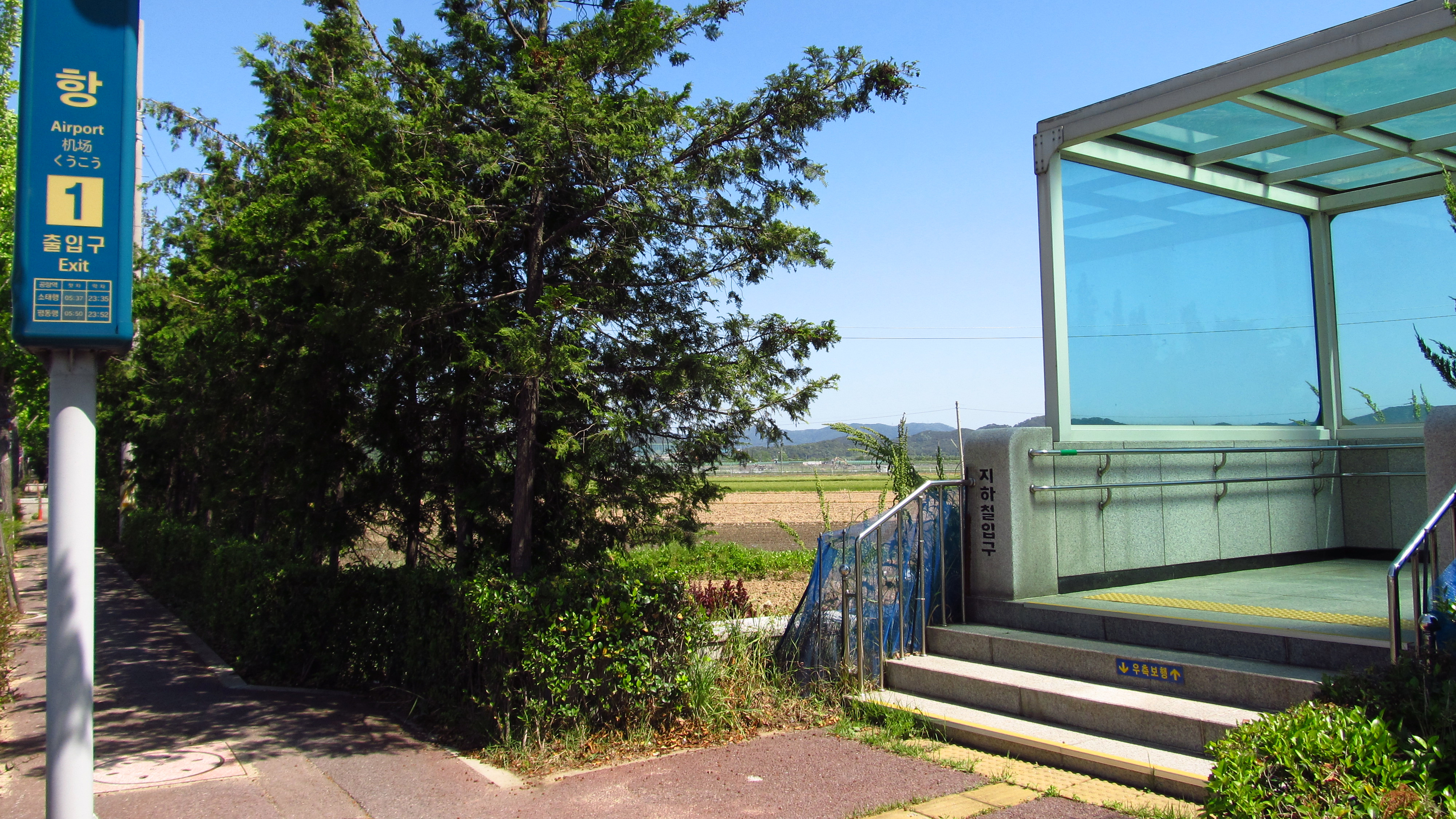
1號出口
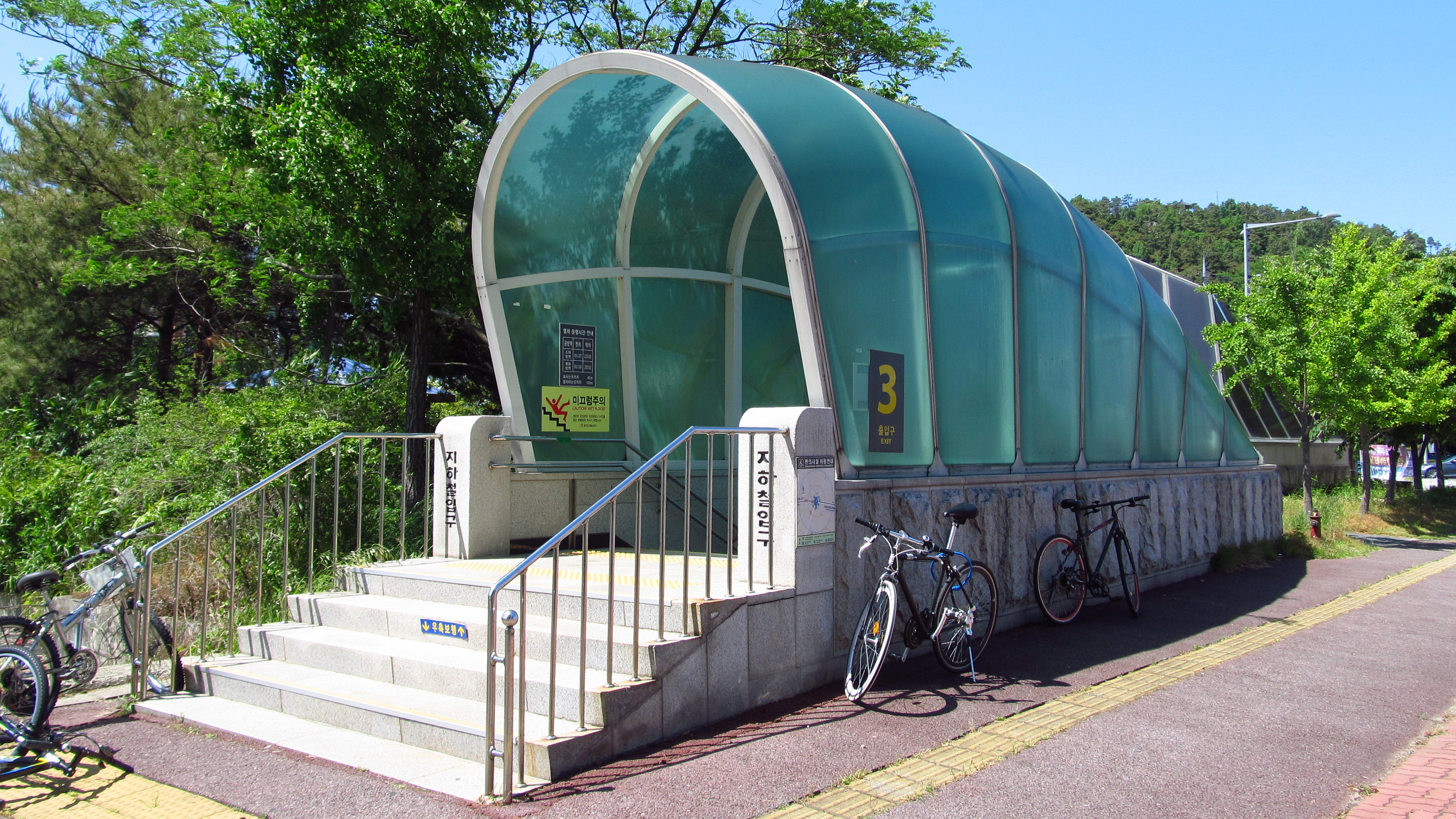
3號出口
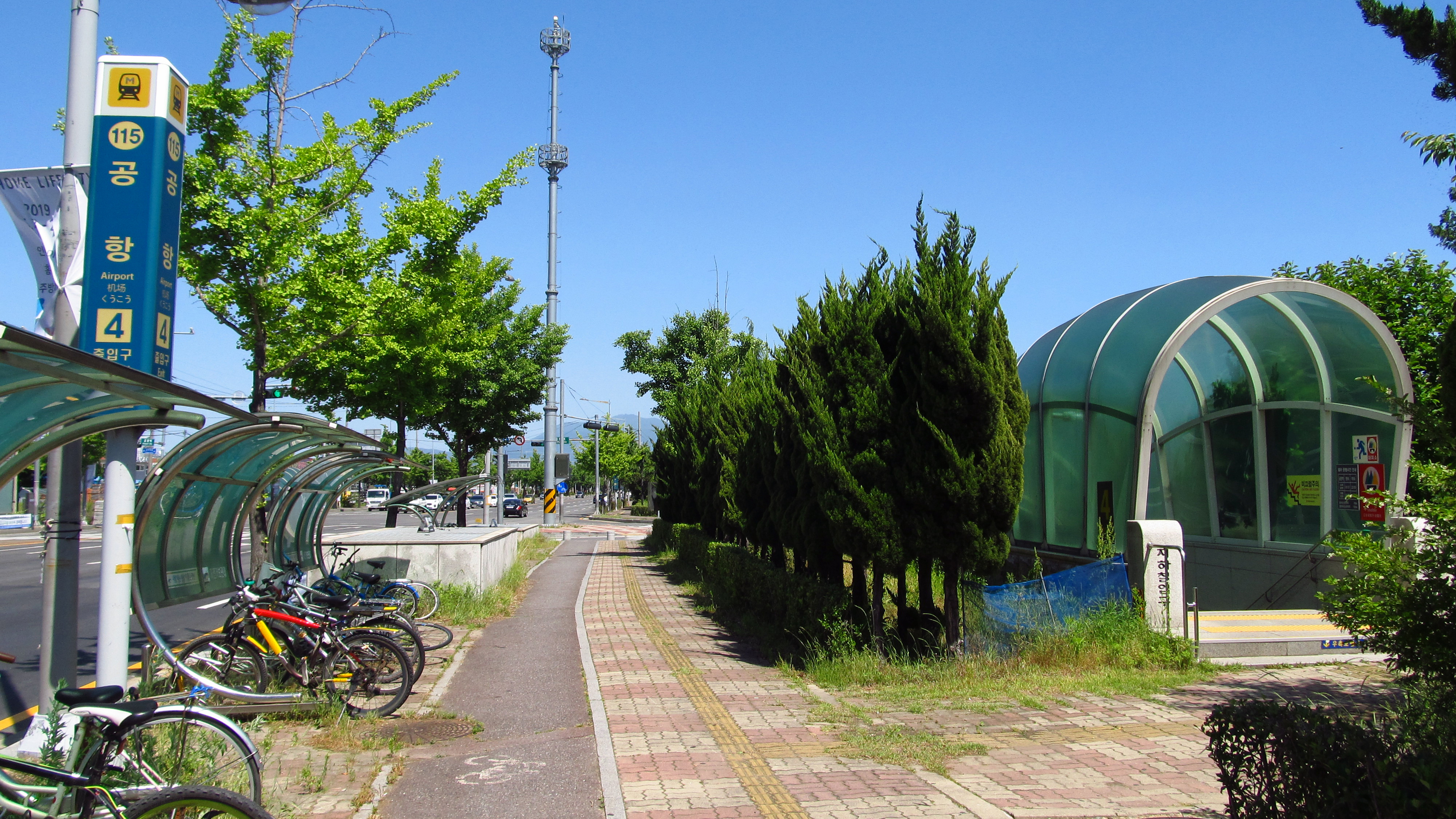
4號出口
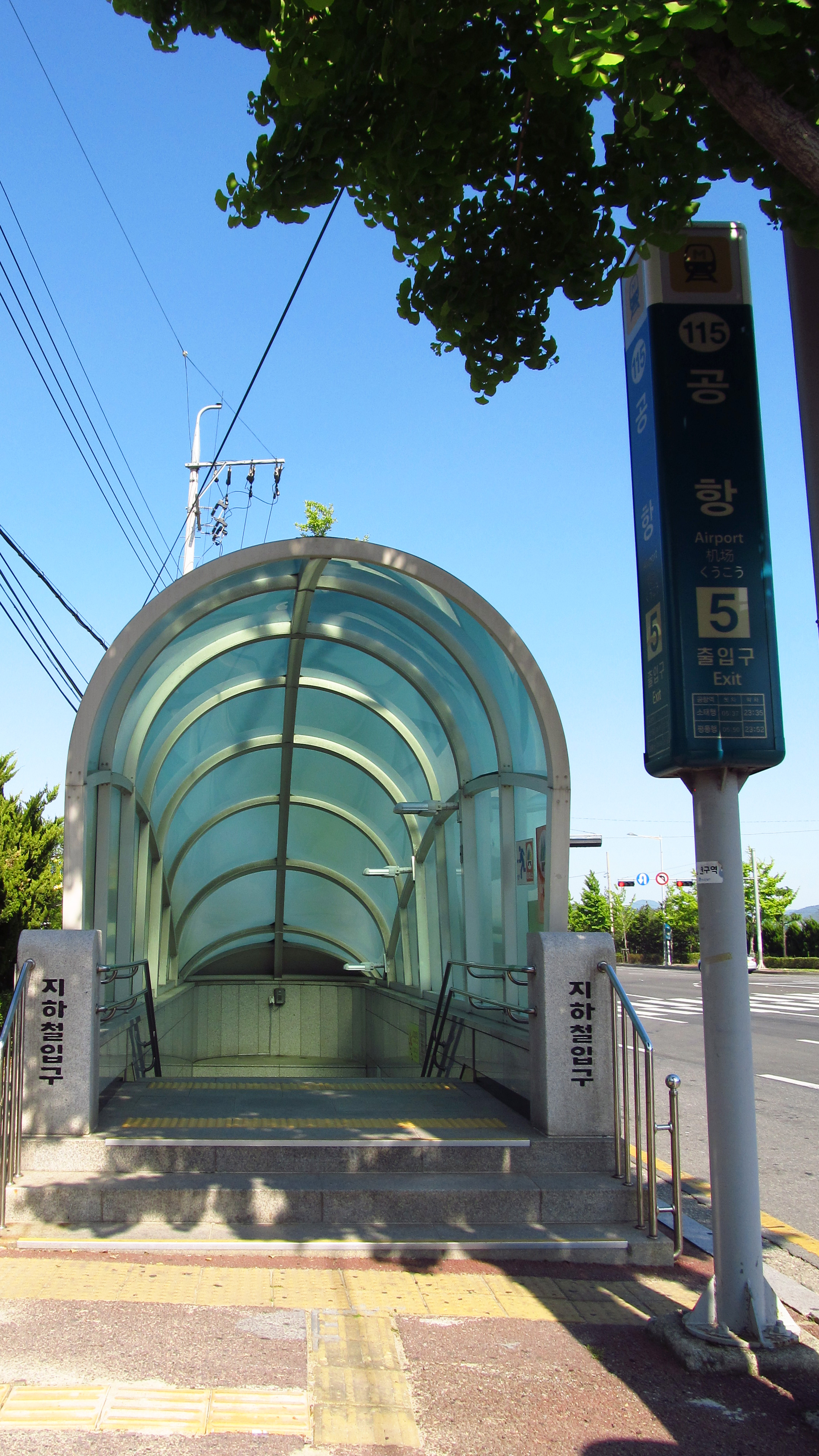
5號出口
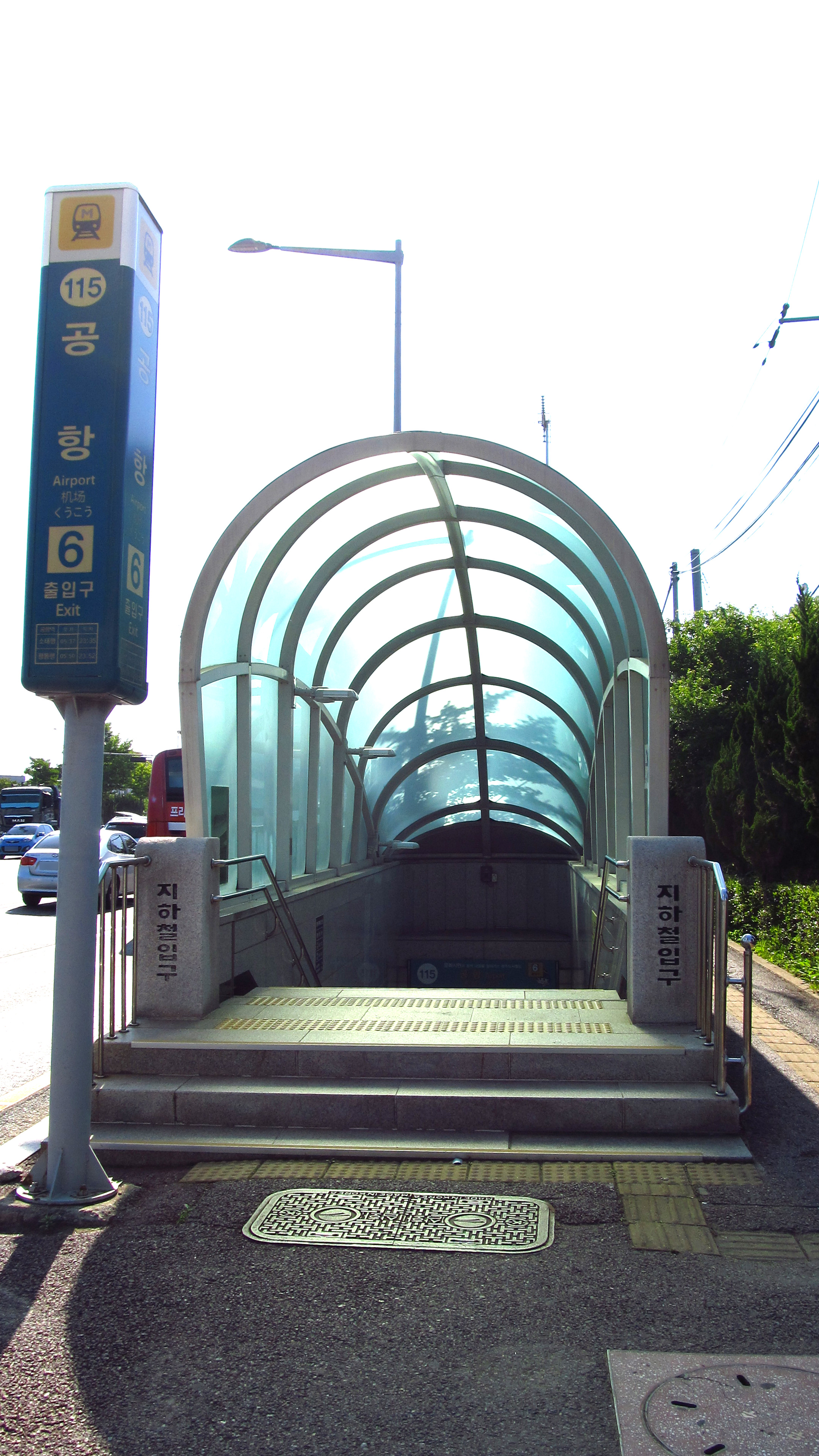
6號出口

## 相鄰車站
光州廣域市都市鐵道公社
●光州都市铁道1号线
金大中會展中心（114）－機場（115）－松汀公園（116）